# Piranha Bytes
Piranha Bytes is een Duits computerspelbedrijf gevestigd in Essen, Noordrijn-Westfalen. Piranha Bytes is in 1997 opgericht en hebben de Gothic en Risen-serie achter hun naam staan.

## Spellen
| Jaar | Titel                | Platform(s)                      |
| ---- | -------------------- | -------------------------------- |
| 2001 | Gothic               | Windows                          |
| 2002 | Gothic II            | Windows                          |
| 2006 | Gothic 3             | Windows                          |
| 2009 | Risen                | Windows, Xbox 360                |
| 2012 | Risen 2: Dark Waters | PlayStation 3, Windows, Xbox 360 |
| 2014 | Risen 3: Titan Lords | PlayStation 3, Windows, Xbox 360 |
| 2017 | ELEX                 | PlayStation 4, Windows, Xbox One |